# Four-Thirds

Логотип Four-Thirds

## Система Four Thirds
Система Four Thirds, також відома як 4/3, або «Система чотирьох третіх», являє собою стандарт, започаткований компаніями Olympus та Kodak для дзеркальних однооб'єктивних камер (SLR).
Four Thirds є зареєстрованою торговою маркою компанії Olympus Optical Co., Ltd.
Стандарт може застосовуватися для цифрових дзеркальних камер з одним об'єктивом, та об'єктивів до них від різних виробників, і дозволяє встановлювати об'єктиви одного виробника на камери іншого. Four Thirds передбачає механічну та електронну сумісність камер та аксесуарів, які використовують цей стандарт. Стандарт описаний патентом U.S. Patent 6,910,814 і, відтак, є закритим стандартом.

### Розмір сенсора та співвідношення сторін
Four Thirds створено для цифрових камер, розмір сенсора яких 18×13,5 мм, що трохи менше від розміру кадру 35-міліметрових камер та камер стандарту APS. Тип сенсора (CCD, CMOS тощо) не стандартизовано, тому виробник камери може вибирати його на власний розсуд.
Співвідношення сторін 4:3

### Компанії, що приєднались до стандарту Four Thirds
На кінець 2006 року заявили про підтримку стандарту такі компанії:
- Fuji
- Kodak
- Leica
- Olympus
- Matsushita (Panasonic)
- Sanyo
- Sigma

### Камери, що відповідають стандарту Four Thirds
- Olympus E-1 (листопад 2003)
- Olympus E-3 (жовтень 2007)
- Olympus E-300 (грудень 2004)
- Olympus E-500 (вересень 2005)
- Olympus E-330 (січень 2006)
- Olympus E-400 (вересень 2006)
- Olympus E-510 (березень 2007)
- Olympus E-410 (березень 2007)
- Panasonic Lumix DMC-L1 (лютий 2006)
- Panasonic Lumix DMC-L10 (серпень 2007)
- Leica Digilux 3 camera (вересень 2006)

### Об'єктиви, що відповідають стандарту Four Thirds
Необхідно зауважити, що кут зору об'єктивів Four Thirds приблизно відповідає куту зору об'єктива на 35мм камері з вдвічі меншою фокусною відстанню.
- Olympus випустив близько двох десятків різних об'єктивів серії Zuiko Digital, що відповідають стандарту Four Thirds, з фокусними відстанями від 7 до 300мм, включаючи об'єктив типу «риб'яче око» та макрооб'єктиви;
- Sigma адаптувала більше десятка об'єктивів для стандарту Four Thirds System;
- Leica випустила 4 об'єктиви для Four Thirds System, серед них два стандартних об'єктива із змінною фокусною відстанню (14-50мм) та стабілізацією, якими комплектуються камери. Усі об'єктиви випускаються сумісно з компанією Matsushita (Panasonic).

Об'єктиви Olympus Zuiko Digital розділені на 3 класи:
- Standard — серія бюджетних об'єктивів без пило- та вологозахисту;
- High Grade — дорожчі та важкі напівпрофесійні об'єктиви з великим відносним отвором;
- Super High Grade – професійні світлосильні об'єктиви або зуми з незмінним відносним отвором у всьому діапазоні зумування.

Об'єктиви серій High Grade та Super High Grade мають пило- та вологозахист.
Офіційний список об'єктивів знаходиться на сайті four-thirds.org. Станом на 22 січня 2006 року у цьому списку відсутні об'єктиви, які (за неофіційною інформацією) випускатись більше не будуть:
- Zuiko Digital 14-45/3.5-5.6 (цим об'єтивом комплектувались чи комплектуться камери Olympus E-300/E-500/E-330 у комплектації kit та double kit)
- Zuiko Digital 17.5-45/3.5-5.6 (цим об'єтивом комплектувались чи комплектуться камери Olympus E-500 у комплектації SE kit, окремо від камери об'єктив не був випущений на ринок)
- Zuiko Digital 40-150/3.5-5.6 (цим об'єтивом комплектувались чи комплектуться камери Olympus E-300/E-500/E-330 у комплектації double kit)

Крім цього, для системи Four Thirds Olympus випускає перехідник OM Adapter MF-1, який дозволяє встановолювати на камери Four Thirds System об'єктиви, сумісні з байонетом Olympus OM. Також сторонні виробники випускають перехідники, які дозволяють встановлювати на камери Four Thirds об'єктиви з байонетами OM, K, Nikon F, Pentacon Six, з різьбовим з'єднанням M42, та з іншими кріпленнями.

### Стабілізація зображення у системі Four Thirds
Зараз у середовищі одноб'єктивних дзеркальних камер присутні два різновиди стабілізації зображення — за допомогою зміщення оптичного елемента всередині об'єктиву (прикладами є IS у Canon, VR у Nikon) та зміщення світлочутливого сенсора (прикладом є AS у камерах Konica-Minolta). Переваги й недоліки є у кожній з систем. Оскільки стандарт не передбачає стабілізації зображення, то кожен із виробників, які утворюють консорціум FourThirds може вибрати зручніший для себе варіант. Завдяки цьому ми маємо унікальну ситуацію, яка полягає у присутності обох варіантів у цій системі. Оптична стібілізація у об'єктиві Mega O.I.S. реалізована у об'єктивах Leica (першим з них став об'єктив Leica D Vario-Elemarit 14-50mm f2.8-3.5 ASPH), а стабілізація заснована на зсуві сенсора реалізована у камері Olympus E-510, анонсованої 5 березня 2007 року на виставці PMA 2007.